# I Don't Know What You Want But I Can't Give It Anymore
«I Don't Know What You Want But I Can't Give It Anymore» es un sencillo del dúo de pop británico Pet Shop Boys, lanzado el 19 de julio de 1999 e incluido en su álbum Nightlife.

## Historia
Grabada en Nueva York, en marzo de 1999, «I Don't Know What You Want But I Can't Give It Anymore» es una de las primeras colaboraciones del dúo con el DJ y productor David Morales. Según explica Tennant, la canción "se trata del final de una relación entre dos personas, donde ya no se comunican. No se entienden". Lowe le da otra interpretación y comenta que "se trata de alguien que es un poco exigente".

## Video musical
En el video promocional, se puede observar al dúo siendo transformado en sus nuevas apariencias, aunque en una manera fantástica: ellos son operados por máquinas médicas de laboratorio, luego cubiertos en polvos de talco y vestidos por monjes en una manera similar a un ritual. Finalmente, les dan perros en correas y lanzados en un "mundo diferente", donde otras personas están vestidas exactamente de la misma manera. Conceptualizado entre los miembros de la banda, McNeil, y el director Pedro Romhanyi, el video fue creado para poner los trajes en vitrina. Estaba influido visualmente por las películas THX 1138, en la secuencia inicial de transformación (copiando muchas de sus imágenes y réplicas precisamente), Ridicule, en la escena de disfraces ritualista; 2001: A Space Odyssey, en la decoración del comedor con un suelo iluminado; y A Clockwork Orange, en el ambiente exterior urbano.
El video fue galardonado ese mismo año como Mejor Video Internacional por la Viva Comets Awards en Alemania.

## Recepción
En las listas británicas el sencillo alcanzó la #15 posición y en EE. UU. llegó hasta el #2 puesto en las listas dance club y #66 en los charts de sencillos más vendidos.
Victoria Segal de la revista NME escribió: "Es un relato picante de infidelidad y traición, todos picos apagados y depresión secuenciada. "Me estás rompiendo el corazón", suspira Tennant sobre la oleada de cuerdas, la esencia de la soledad en el pasillo de un club, y si suena un poco demasiado brillante, como si fuera el próximo éxito de taquilla de Tom Cruise, sigue siendo un triste y cosa apasionante. Pop Rescue comentó: "Esta es una pista realmente pegadiza, musical y vocalmente, con cuerdas arrebatadoras [...] El video también es una pieza divertida, con Neil y Chris luciendo como Rod Stewarts clonados como Jedi, hablando con los perros para dar un paseo."

## Lista de canciones[1][9]

### CD 1
| N.º | Título                                                                      | Duración |  |
| 1.  | «I Don't Know What You Want But I Can't Give It Anymore (radio)»            | 4:28     |  |
| 2.  | «I Don't Know What You Want But I Can't Give It Anymore (remix de Morales)» | 7:48     |  |
| 3.  | «Silver Age»                                                                | 3:35     |  |
| 4.  | «Screaming»                                                                 | 4:58     |  |
| 5.  | «I Don't Know What You Want But I Can't Give It Anymore (video multimedia)» | 4:28     |  |

### CD 2
| N.º | Título                                                                          | Duración |  |
| 1.  | «I Don't Know What You Want But I Can't Give It Anymore (remix de Morales)»     | 7:48     |  |
| 2.  | «I Don't Know What You Want But I Can't Give It Anymore (mix de thee Maddkatt)» | 7:39     |  |
| 3.  | «Je T'Aime...Moi Non Plus»                                                      | 4:14     |  |

### Maxi single de 12"
| N.º | Título                                                                              | Duración |  |
| 1.  | «I Don't Know What You Want But I Can't Give It Anymore (remix de Morales)»         | 7:48     |  |
| 2.  | «I Don't Know What You Want But I Can't Give It Anymore (mix dub)»                  | 7:38     |  |
| 3.  | «I Don't Know What You Want But I Can't Give It Anymore (radio fade)»               | 4:06     |  |
| 4.  | «I Don't Know What You Want But I Can't Give It Anymore (mix de thee Maddkatt)»     | 7:38     |  |
| 5.  | «I Don't Know What You Want But I Can't Give It Anymore (mix de Thee Drum Drum)»    | 7:41     |  |
| 6.  | «I Don't Know What You Want But I Can't Give It Anymore (mix de Thee 2 Blak Ninja)» | 5:33     |  |